# Joan Jonas
Joan Jonas (* 1936 New York) je americká umělkyně, která se zabývá performančním a videouměním. Mezi její vzory patřili například John Cage a Claes Oldenburg. Studovala historii umění na Mount Holyoke College v massachusettském městě South Hadley a později sochařství a kresbu v Bostonu a později rovněž na Kolumbijské univerzitě. Dále rovněž studovala u choreografky Trishy Brown. Svou kariéru zahájila jako sochařka, později se začala zabývat performančním uměním. V roce 1970 odjela do Japonska, kde si zakoupila svou první videokameru. Také se věnovala pedagogické činnosti. V roce 2014 byla oceněna newyorským kulturním zařízením The Kitchen.